# Catocala mabella
Catocala mabella là một loài bướm đêm trong họ Erebidae.